# Formula lui Viète
A nu se confunda cu formulele lui Viète pentru rădăcinile unui polinom!
Formula lui Viète, denumită așa în onoarea matematicianului francez François Viète (1540-1603), este o redare a numărului irațional pi prin radicali:
{\displaystyle {\frac {2}{\pi }}={\frac {\sqrt {2}}{2}}{\frac {\sqrt {2+{\sqrt {2}}}}{2}}{\frac {\sqrt {2+{\sqrt {2+{\sqrt {2}}}}}}{2}}\cdots }
sau altfel:
{\displaystyle \lim _{n\rightarrow \infty }\prod _{i=1}^{n}{a_{i} \over 2}={\frac {2}{\pi }}}
unde {\displaystyle a_{n}={\sqrt {2+a_{n-1}}}}, iar {\displaystyle a_{1}={\sqrt {2}}}.